# Chrysops sepulcralis
Chrysops sepulcralis är en tvåvingeart som beskrevs av Fabricius 1794. Chrysops sepulcralis ingår i släktet Chrysops och familjen bromsar. Arten är reproducerande i Sverige. Inga underarter finns listade i Catalogue of Life.